# Callionymus persicus
 Callionymus persicus és una espècie de peix de la família dels cal·lionímids i de l'ordre dels cipriniformes que es troba des del Golf d'Aden i el Golf Pèrsic fins a les Maldives i les Seychelles.